# Zyniker (Roman)
Zyniker (russisch: Циники) ist ein Roman von Anatoli Marienhof. Er erschien 1928 im Berliner Verlag Petropolis und 1929, in der deutschen Übersetzung von Gregor Jarcho, im S. Fischer Verlag. Erst 1988 konnte das Buch in der Sowjetunion erscheinen, wo 1991 auch die gleichnamige Verfilmung unter der Regie von Dmitri Dmitrijewitsch Meschijew entstand.

## Inhalt
Den historischen Kontext der Romanhandlung bilden der Kriegskommunismus und die erste Konsolidierungsphase der Sowjetunion. Im Zentrum der Handlung stehen der Ich-Erzähler Wladimir und seine Frau Olga: zwei junge, bürgerliche Intellektuelle und damit Angehörige einer sozialen Schicht, die durch die Oktoberrevolution an Bedeutung verloren hat. Sie versuchen, sich in Moskau von den gesellschaftlichen Umwälzungsprozessen zu isolieren und nur ihrer Liebe und dem Genuss zu leben. Am Schluss des Romans kündigt Olga per Telefon ihren Suizid an. Wladimir eilt nach Hause, kann ihren Tod aber nicht mehr verhindern.
Weitere Personen des Romans sind:
- das Dienstmädchen Marfuscha
- Sergei, Wladimirs Bruder sowie zeitweise Olgas Liebhaber. Er wird im Russischen Bürgerkrieg verwundet und traumatisiert.
- Ilja Petrowitsch Dokutschajew, ein reicher, opportunistischer Schwarzmarkthändler. Olga verbringt für den Preis von 15.000 Dollar eine Nacht mit ihm und spendet das Geld zugunsten der hungernden Landbevölkerung.

## Aufbau und Stil
Als Mottos sind dem Roman ein Zitat von Stendhal und eines von Nikolai Semjonowitsch Leskow vorangestellt. Der Roman selbst ist in vier Kapitel unterteilt, die mit den Jahreszahlen 1918, 1919, 1922 und 1924 überschrieben sind. Jedes Kapitel besteht wiederum aus vielen kurzen, durchnummerierten Abschnitten, von einer Zeile bis wenigen Seiten Länge. Diese Abschnitte sind so angeordnet, dass dem etwas abgehobenen, weltfremden Leben von Olga und Wladimir die Willkür der sich gerade erst etablierenden bolschewistischen Regierung sowie die Gräuel des Bürgerkriegs und der Hungersnot gegenübergestellt werden. Während in den Abschnitten über Olga und Wladimir ein sehr bilderreicher Erzählstil mit unkonventionellen Vergleichen vorherrscht, wird die soziale und politische Lage sehr knapp und sachlich dargestellt.

## Quelle
- Anatoli Marienhof: Zyniker. Roman. Leipzig: Reclam 1990. ISBN 3-379-00560-6